# Copa COSAFA 2004
La Copa COSAFA 2004 fue la octava edición del torneo de fútbol a nivel de selecciones nacionales de África del Sur organizado por la COSAFA y que contó con la participación de 12 selecciones de la región.
Angola venció en la final a Zambia para ganar el título por tercera ocasión.

## Primera Ronda
| 10 de enero de 2004 | Mauricio                        | 2–0 | Sudáfrica | Stade George V, Curepipe, Mauricio |  |
|                     | Lekgetho 53' (a.g.) · Perle 81' |     |           |                                    |  |

| 28 de febrero de 2004 | Lesoto | 0–0 (10–11 p.) | Botsuana | Setsoto Stadium, Maseru, Lesoto |  |

| 18 de abril de 2004 | Mozambique                    | 2–0 | Madagascar | Estádio da Machava, Maputo, Mozambique |  |
|                     | Tico Tico 64' · Fala Fala 89' |     |            |                                        |  |

| 9 de mayo de 2004 | Angola       | 2–1 | Namibia    | Estádio da Cidadela, Luanda, Angola |  |
|                   | Love 26' 67' |     | Petrus 70' |                                     |  |

## Cuartos de final
Los semifinalistas de la edición anterior (Zimbabue, Malaui, Zambia y Suazilandia) avanzaron directamente a esta ronda.
| 13 de junio de 2004 | Mozambique                 | 2–0 | Malaui | Estádio da Machava, Maputo, Mozambique |  |
|                     | Mabedi 42' (a.g.) · To 62' |     |        |                                        |  |

| 27 de junio de 2004 | Suazilandia | 0–5 | Zimbabue                                                 | Somhlolo National Stadium, Lobamba, Suazilandia |  |
|                     |             |     | Kasinauyo 7' · Ndlovu 41' 58' 81' · Masangane 54' (a.g.) |                                                 |  |

| 18 de julio de 2004 | Angola    | 1–1 (5–3 p.) | Botsuana         | Estádio da Cidadela, Luanda, Angola |  |
|                     | Flávio 4' |              | Motlhabankwe 26' |                                     |  |

| 31 de julio de 2004 | Zambia                               | 3–1 | Mauricio  | Independence Stadium, Lusaka, Zambia |  |
|                     | Mulenga 11' · Numba 55' · Bwalya 68' |     | Appou 70' |                                      |  |

## Semifinales
| 19 de septiembre de 2004 | Mozambique | 0–1 | Angola     | Estádio da Machava, Maputo, Mozambique |  |
|                          |            |     | Flávio 68' |                                        |  |

| 24 de octubre de 2004 | Zimbabue | 0–0 (4–5 p.) | Zambia | National Stadium, Harare, Zimbabue |  |

## Final
| 20 de octubre de 2004 | Zambia | 0–0 (t. s.)(4–5 p.) | Angola | Independence Stadium, Lusaka, Zambia |  |

## Campeón
| Copa COSAFA 2004  |
| ----------------- |
| Bandera de Angola |
| Angola 3º Título  |